# Cymbulia peronii
Sabot de Vénus
Pour l’article homonyme, voir Sabot de Vénus (homonymie).
Espèce
Cymbulia peronii, le Sabot de Vénus, est une espèce de mollusques gastéropodes marins planctoniques de la famille des Cymbuliidae. 

## Description
C'est un gastéropode pélagique transparent, au pied modifié en « ailes », équipé d'une partie dure portant cinq dents facilement visibles, et mesurant au total un peu plus de 6 cm à l'âge adulte. 
La coquille, présente à l'état larvaire, est perdue secondairement et remplacée par une pseudo-coquille, la « pseudoconque », de nature cartilagineuse, transparente. Cette pseudoconque présente une adaptation au mode de vie planctonique, car, d'une part, sa densité plus faible confère une meilleure flottabilité à l'animal, et, d'autre part, la transparence constitue une forme de camouflage en milieu marin ouvert. Cette pseudoconque est parfois retrouvée sur les plages dans les laisses de mer, et communément appelée « Sabot de Vénus ». 

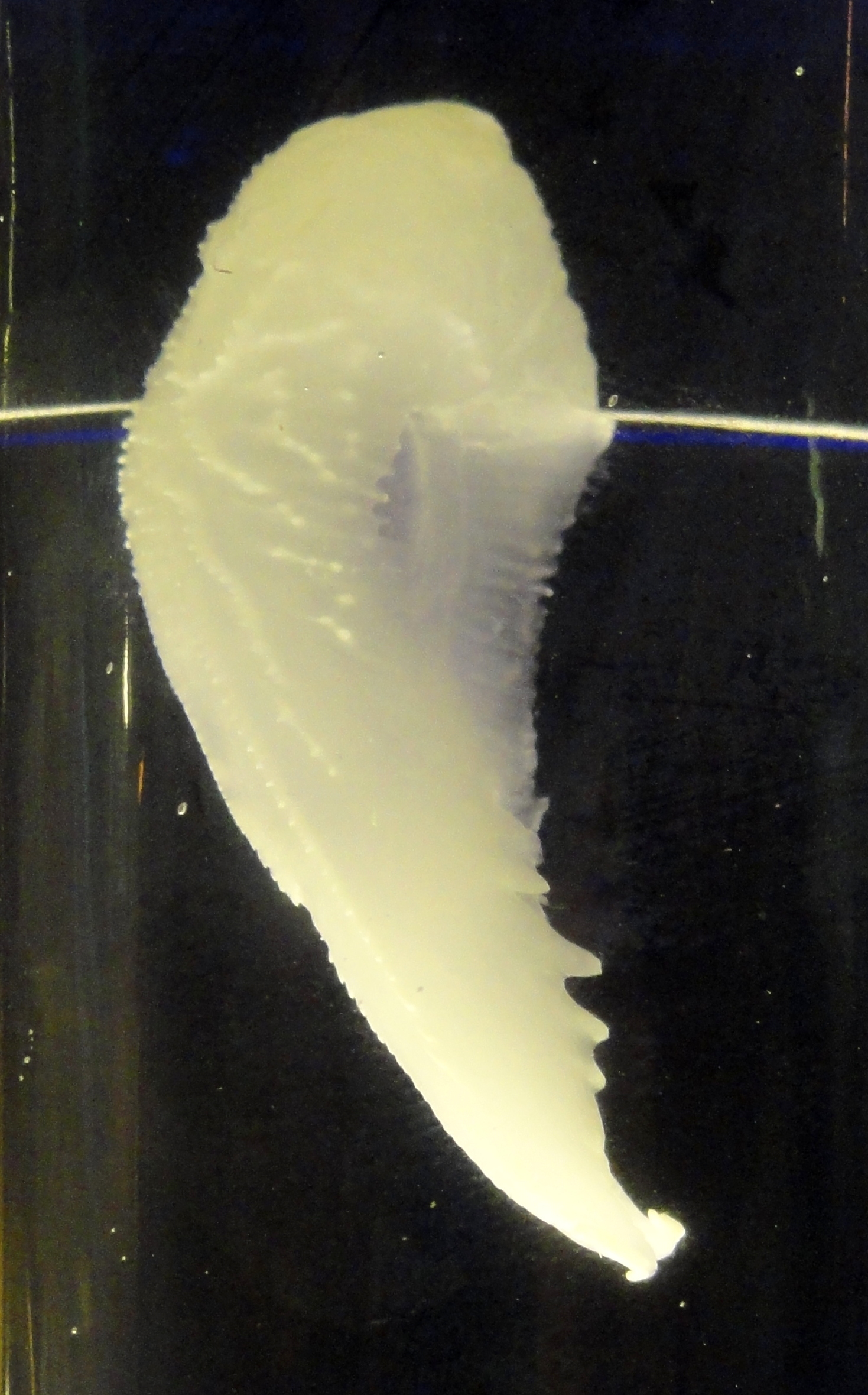
Le « sabot ».

## Habitat et répartition
On trouve cette espèce dans tout l'espace Atlantique, Méditerranée comprise. 

## Systématique
Le nom valide complet (avec auteur) de ce taxon est Cymbulia peronii Blainville, 1818.
Ce taxon porte en français le nom vernaculaire ou normalisé suivant : sabot de Vénus.
Cymbulia peronii a pour synonymes :
- Cymbulia borealis Bonnevie, 1913
- Cymbulia peroni
- Cymbulia peronii f. minor van der Spoel, 1976
- Cymbulia peronii f. peronii
- Cymbulia peronii var. minor van der Spoel, 1976
- Cymbulia proboscidea Lamarck, 1816
- Cymbulia proboscidea Oken, 1815
- Cymbulia quadripunctata Gegenbaur, 1855